# Joya
Joya är Will Oldhams femte studioalbum, utgivet 1997.

## Låtlista
1. "O Let It Be"
2. "Antagonism"
3. "New Gypsy"
4. "Under What Was Oppression"
5. "The Gator"
6. "Open Your Heart"
7. "Rider"
8. "Be Still and Know God (Don't Be Shy)"
9. "Apocolypse, No!"
10. "I Am Still What I Meant to Be"
11. "Bolden Boke Boy"
12. "Idea and Deed"